# Isabella Lövin

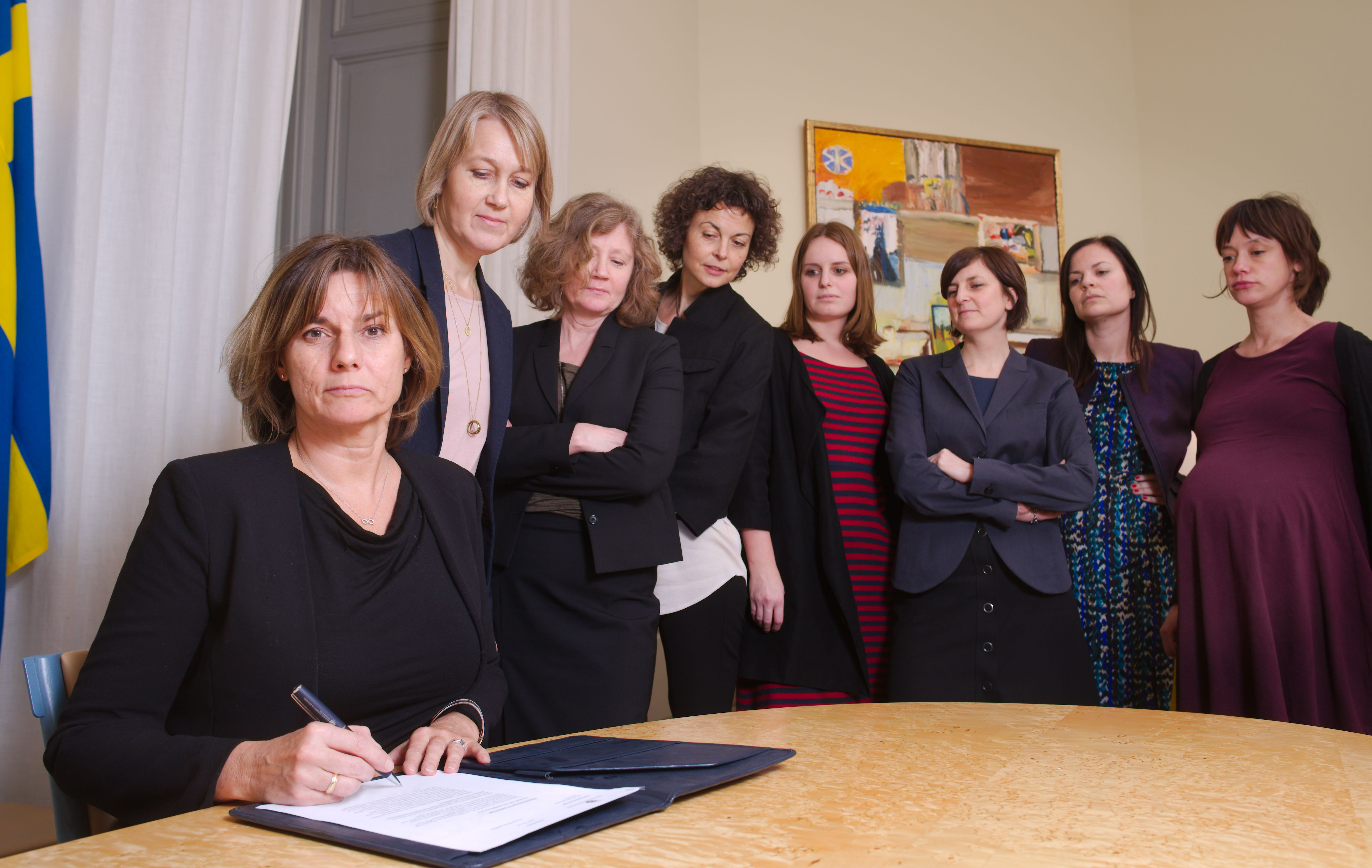
Isabella Lövin podczas podpisania ustawy poświęconej prawu klimatycznemu (2017)

Isabella Signe Maria Lövin (ur. 3 lutego 1963 w Helsingborgu) – szwedzka dziennikarka i polityk, posłanka do Parlamentu Europejskiego VII, VIII i X kadencji, minister, w latach 2016–2021 współprzewodnicząca Partii Zielonych.

## Życiorys
Kształciła się na różnych kierunkach na Uniwersytecie w Sztokholmie, studiowała następnie nauki polityczne na Uniwersytecie Bolońskim. W połowie lat 80. rozpoczęła karierę dziennikarską, początkowo w pismach kobiecych. Była też zatrudniona w redakcji radia Sveriges Radio P1. W latach 90. skoncentrowała się na ekologii i bezpieczeństwie żywności. W 2007 opublikowała książkę Tyst hav – jakten på den sista matfisken, poświęconą zagrożeniom związanym z rybołówstwem.
W wyborach w 2009 z ramienia Partii Zielonych uzyskała mandat deputowanej do Parlamentu Europejskiego. Przystąpiła do grupy Zielonych i Wolnego Sojuszu Europejskiego, a także do Komisji Rybołówstwa. W 2014 z powodzeniem ubiegała się o reelekcję.
W październiku 2014 objęła stanowisko ministra rozwoju współpracy międzynarodowej i wiceministra spraw zagranicznych w gabinecie Stefana Löfvena. W maju 2016 władze Zielonych nominowały ją na współprzewodniczącą partii w miejsce Åsy Romson. W tym samym miesiącu otrzymała również honorowy tytuł wicepremiera w szwedzkim gabinecie.
W wyborach w 2018 uzyskała mandat posłanki do Riksdagu. W styczniu 2019 w drugim rządzie dotychczasowego premiera została ministrem klimatu i środowiska (utrzymując również honorowy tytuł wicepremiera). W sierpniu 2020 ogłosiła swoją rezygnację z działalności politycznej. W styczniu 2021 na partyjnej funkcji zastąpiła ją Märta Stenevi, a w następnym miesiącu zakończyła pełnienie stanowisk rządowych.
W 2024 ponownie została wybrana do Parlamentu Europejskiego.